# Klenovo
Klenovo este o localitate din comuna Laško, Slovenia, cu o populație de 51 de locuitori.